# Схарбек
Схарбек (фр. Schaerbeek, хол. Schaerbeek) је општина у Белгији у региону Брисел. Према процени из 2007. у општини је живело 113.493 становника.

## Становништво
Према процени, у општини је 1. јануара 2015. живело 131.030 становника.
| 1984.   | 2000.   | 2010.  | 2015.  |
| ------- | ------- | ------ | ------ |
| 105.346 | 105.692 | 121232 | 131030 |